# Sańdźiwani

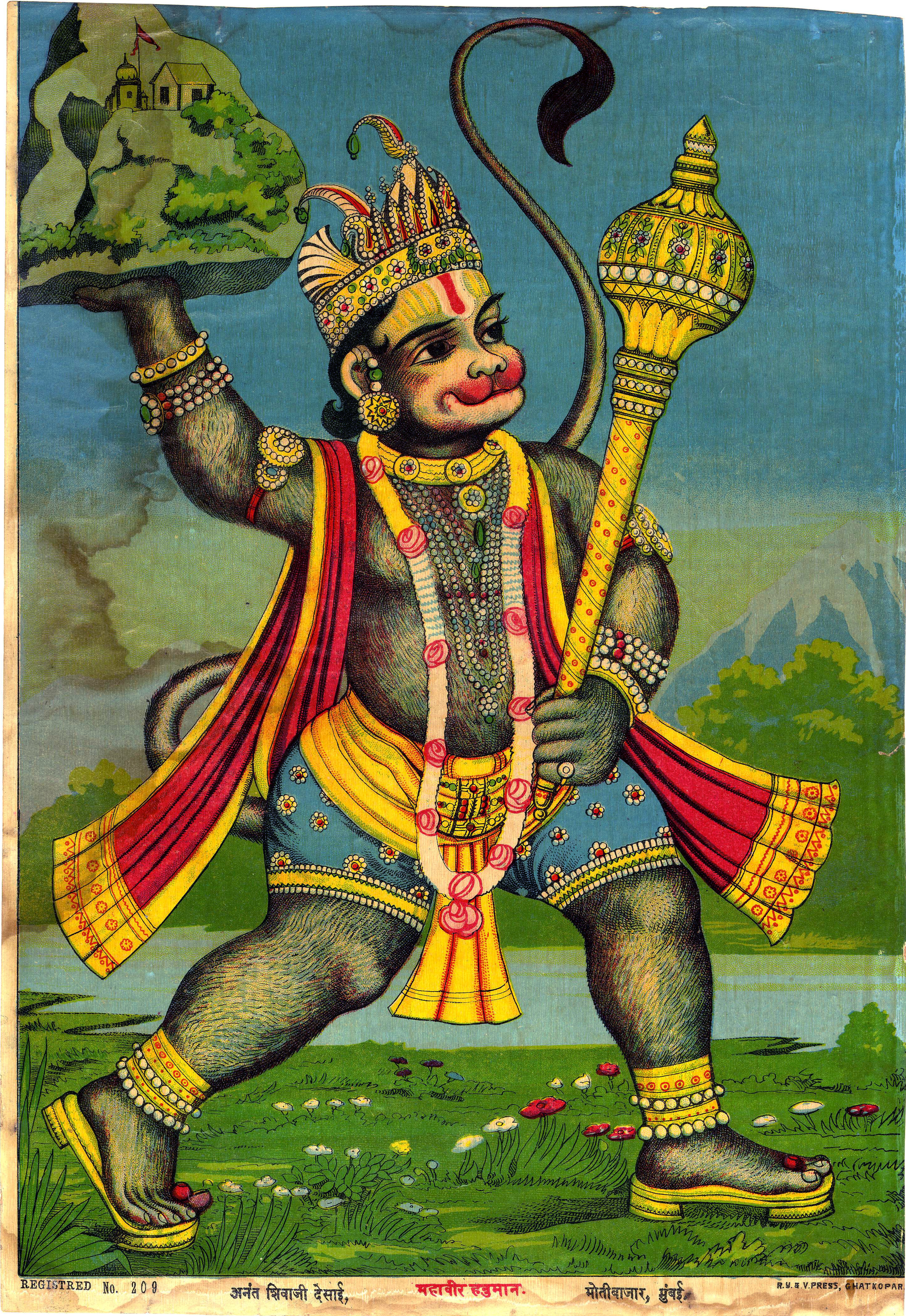
Hanuman wysłany po Sanjeevani niesie górę Dronagiri

Sańdźiwani (ang. Sanjeevani) – według hinduizmu jest to magiczne zioło postulowane do leczenia poważnych problemów z układem nerwowym.
Uważano, że leki przygotowane z sańdźiwani mogą uzdrowić człowieka bliskiego śmierci.

## Recepcja w pismach
Wzmianki o ziele sandźiwani można znaleźć w Ramajanie. Kiedy Lakszman został poważnie ranny w walce z Indradźitem, synem Rawany, na pomoc wezwano Hanumana, który miał zebrać sandźiwani z góry Dronagiri (Mahodaya) w Himalajach. Po dotarciu na miejsce Hanuman nie był w stanie zidentyfikować zioła, podniósł więc całą górę i przyniósł ją na pole bitwy.

## Identyfikacja fitoterapeutyczna
Istnieje kilka możliwości odniesienia sandźiwani do znanych obecnie ziół, jako potencjalnych kandydatów wskazuje się kilka roślin, w tym: Selaginella bryopteris, Dendrobium plicatile i Cressa cretica. W niektórych tekstach widnieje informacja, że sandźiwani świeci w ciemności.
W medycynie ajurwedyjskiej zioło które ma właściwości uzdrawiające, jest od wieków obiektem nieustannych poszukiwań. Himalajski stan Uttarakhand w północnych Indiach przeznaczył na ten cel od sierpnia 2016 r. już ponad 250 mln rupii (2,8 mln funtów brytyjskich). Poszukiwania koncentrowały się na rejonie Dronagiri w Himalajach w pobliżu granicy z Chinami.